# Serie B de Ecuador 2021
El Campeonato Ecuatoriano de Fútbol Serie B 2021, llamado oficialmente «LigaPro Betcris Serie B 2021» por motivos de patrocinio, fue la cuadragésima cuarta (44.ª) edición de la Serie B del fútbol profesional ecuatoriano y la tercera (3.ª) bajo la denominación de LigaPro. El torneo fue organizado por la Liga Profesional de Fútbol del Ecuador y entregó dos cupos a la Serie A de la siguiente temporada. Comenzó a disputarse el 16 de marzo y finalizó el 13 de octubre.
Es la segunda vez que El Nacional jugó en la Serie B algo que no sucedía desde la segunda etapa de la Serie B de 1979.
Cumbayá Fútbol Club, de la provincia de Pichincha, consiguió su primer título en la categoría tras una buena campaña en ambas etapas. Esto le valió para ascender a la Serie A y jugar por primera vez en la primera división del fútbol ecuatoriano. Mientras que el subcampeón del torneo fue el Gualaceo Sporting Club de la provincia de Azuay, en una buena temporada el equipo del jardín azuayo al final logró ubicarse en el segundo lugar de la tabla acumulada en la última fecha, esto le permitió conseguir el ascenso a la máxima categoría del fútbol ecuatoriano por primera vez en su historia, también será el tercer equipo del austro ecuatoriano en la Serie A.

## Sistema de juego
El sistema de juego del Campeonato Nacional Serie B 2021 fue confirmado por parte de LigaPro el 9 de febrero de 2021 durante el Consejo de Presidentes Extraordinario, fue el mismo con respecto a la temporada pasada, es decir estuvo compuesto de una sola fase regular o clasificatoria.
El Campeonato Ecuatoriano de Fútbol Serie B 2021, según lo establecido por la LigaPro, fue jugado por 10 equipos que se disputaron el ascenso en una fase clasificatoria formada por dos etapas. En total se jugaron 36 fechas que iniciaron en marzo.
La primera etapa se jugó todos contra todos (18 fechas).
La segunda etapa se jugó de igual manera que la primera todos contra todos (18 fechas).
Concluidas las 36 fechas del torneo los dos primeros de la tabla acumulada ascendieron a la Serie A de Ecuador de 2022. El primero de la tabla general fue proclamado el campeón, el segundo mejor ubicado fue declarado subcampeón.
Los equipos filiales no podían ser considerados para el ascenso, en caso de ubicarse en cualquier posición que implique el ascenso, su lugar lo tomaba el equipo mejor ubicado en la tabla acumulada. Los dos últimos de la tabla acumulada después de disputar las 36 fechas perdieron la categoría y descendieron a Segunda Categoría en la temporada 2022.

### Criterios de desempate
El orden de clasificación de los equipos durante la fase de clasificación, se determinó en una tabla de cómputo general, de la siguiente manera:
- 1) Mayor cantidad de puntos.
- 2) Mayor diferencia de goles a favor; en caso de igualdad;
- 3) Mayor cantidad de goles convertidos; en caso de igualdad;
- 4) Mayor cantidad de goles convertidos en condición de visitante; en caso de igualdad;
- 5) Mejor performance en los partidos que se enfrentaron entre sí; en caso de igualdad;
- 6) Sorteo público.

## Relevo anual de clubes
| Pos. | Descendidos de la Serie A |
| ---- | ------------------------- |
| 15.ª | Liga de Portoviejo        |
| 16.ª | El Nacional               |

| Pos. | Ascendidos de la Serie B |
| ---- | ------------------------ |
| 1.ª  | 9 de Octubre             |
| 2.ª  | Manta                    |

| Pos. | Descendidos de la Serie B |
| ---- | ------------------------- |
| 9.ª  | Fuerza Amarilla           |
| 10.ª | Santa Rita                |

| Pos. | Ascendidos de la Segunda Categoría |
| ---- | ---------------------------------- |
| 1.ª  | Guayaquil Sport                    |
| 2.ª  | Cumbayá                            |

## Equipos participantes
| Nombre del club                            | Ciudad        | Entrenador       | Estadio                | Capacidad | Marca           | Patrocinador                                   |
| ------------------------------------------ | ------------- | ---------------- | ---------------------- | --------- | --------------- | ---------------------------------------------- |
| Club Deportivo América de Quito            | Quito         | Armando Osma     | Olímpico Atahualpa     | 38 258    | Astro           | —                                              |
| Club Atlético Porteño                      | Salinas       | José Matos       | Christian Benítez      | 10 152    | Astro           | —                                              |
| Club Atlético Santo Domingo                | Santo Domingo | Iván Vázquez     | Etho Vega              | 10 172    | Yeliyan         | CNT                                            |
| Chacaritas Fútbol Club                     | Pelileo       | Miguel Bravo     | Ciudad de Pelileo      | 8000      | Vaz Sport       | San Francisco COAC Ltda.                       |
| Cumbayá Fútbol Club                        | Quito         | Vacante          | Olímpico Atahualpa     | 38 258    | Jasa Evolution  | Geinco Cia. Ltda.                              |
| Club Deportivo El Nacional                 | Quito         | José Villafuerte | Olímpico Atahualpa     | 38 258    | Lotto           | Ver lista ANDEC Banco General Rumiñahui UAZ    |
| Gualaceo Sporting Club                     | Gualaceo      | Leonardo Vanegas | Gerardo León Pozo      | 3171      | Boman           | GAD Municipal de Gualaceo                      |
| Guayaquil Sport Club                       | Guayaquil     | Rubén Insúa      | Modelo Alberto Spencer | 42 000    | Orel            | Universidad Vicente Rocafuerte                 |
| Club Deportivo Independiente Juniors       | Sangolquí     | Felipe Sánchez   | Banco Guayaquil        | 12 000    | Marathon Sports | Chery                                          |
| Liga Deportiva Universitaria de Portoviejo | Portoviejo    | Miguel Intriago  | Reales Tamarindos      | 21 000    | Boman           | Ver lista Magicbet Pro Radio Scandalo 103.7 FM |

## Equipos por ubicación geográfica
| Provincia                      | N.º | Equipos                                                            |
| ------------------------------ | --- | ------------------------------------------------------------------ |
| Pichincha                      | 4   | - América de Quito - Cumbayá - El Nacional - Independiente Juniors |
| Azuay                          | 1   | - Gualaceo                                                         |
| Guayas                         | 1   | - Guayaquil Sport                                                  |
| Manabí                         | 1   | - Liga de Portoviejo                                               |
| Santa Elena                    | 1   | - Atlético Porteño                                                 |
| Santo Domingo de los Tsáchilas | 1   | - Atlético Santo Domingo                                           |
| Tungurahua                     | 1   | - Chacaritas                                                       |

| Atlético Santo Domingo Gualaceo Chacaritas Independiente Jrs. El Nacional Cumbayá América de Quito Guayaquil Sport Atlético Porteño Liga de Portoviejo |

## Cambio de entrenadores
| Equipo                 | Pos. | Entrenador saliente     | Último partido                                     | Fecha | Entrenador sucesor      | Fecha debut | Ref.          |
| ---------------------- | ---- | ----------------------- | -------------------------------------------------- | ----- | ----------------------- | ----------- | ------------- |
| Atlético Santo Domingo | 8    | Héctor González         | Atlético Santo Domingo 1 : 1 Independiente Juniors | 4.ª   | Iván Vázquez            | 5.ª         |               |
| Atlético Porteño       | 10   | Francesco Landucci      | Atlético Porteño 1 : 3 Chacaritas                  | 4.ª   | José Matos              | 5.ª         |               |
| Liga de Portoviejo     | 10   | Oswaldo Morelli         | Liga de Portoviejo 1 : 3 Cumbayá                   | 6.ª   | Luis Suárez             | 7.ª         | [ 16 ] [ 17 ] |
| Chacaritas             | 3    | Franklin Salas          | Chacaritas 2 : 2 Liga de Portoviejo                | 7.ª   | Santiago Hidalgo (int.) | 8.ª         | [ 18 ]        |
| América de Quito       | 6    | Miguel Bravo            | América de Quito 1 : 2 Guayaquil Sport             | 8.ª   | Héctor González         | 9.ª         |               |
| Chacaritas             | 5    | Santiago Hidalgo (int.) | Chacaritas 0 : 1 El Nacional                       | 10.ª  | Humberto Pizarro        | 11.ª        |               |
| América de Quito       | 8    | Héctor González         | Liga de Portoviejo 2 : 1 América de Quito          | 12.ª  | Armando Osma            | 13.ª        |               |
| Gualaceo               | 9    | Daniel Segarra          | Gualaceo 0 : 0 Independiente Juniors               | 13.ª  | Leonardo Vanegas        | 14.ª        |               |
| Chacaritas             | 6    | Humberto Pizarro        | Chacaritas 0 : 0 Independiente Juniors             | 24.ª  | Santiago Hidalgo (int.) | 25.ª        | [ 19 ]        |
| Guayaquil Sport        | 4    | Nelson Tapia            | América de Quito 2 : 0 Guayaquil Sport             | 26.ª  | Rubén Insúa             | 28.ª        | [ 20 ]        |
| Chacaritas             | 8    | Santiago Hidalgo (int.) | Chacaritas 0 : 1 Cumbayá                           | 26.ª  | Miguel Bravo            | 27.ª        |               |
| Liga de Portoviejo     | 9    | Luis Suárez             | Liga de Portoviejo 3 : 3 Atlético Santo Domingo    | 33.ª  | Miguel Intriago         | 34.ª        |               |
| Cumbayá                | 1    | Raúl Duarte             | Atlético Porteño 2 : 1 Cumbayá                     | 35.ª  | Vacante                 | 36.ª        | [ 21 ]        |

## Primera etapa

### Clasificación
| Pos. | Equipo                 | Pts. | PJ | G  | E | P  | GF | GC | Dif. |
| ---- | ---------------------- | ---- | -- | -- | - | -- | -- | -- | ---- |
| 1    | Cumbayá                | 34   | 18 | 10 | 4 | 4  | 21 | 15 | +6   |
| 2    | El Nacional            | 31   | 18 | 9  | 4 | 5  | 24 | 13 | +11  |
| 3    | Independiente Juniors  | 29   | 18 | 8  | 5 | 5  | 29 | 22 | +7   |
| 4    | Guayaquil Sport        | 29   | 18 | 9  | 2 | 7  | 24 | 24 | 0    |
| 5    | Chacaritas             | 24   | 18 | 6  | 6 | 6  | 18 | 20 | −2   |
| 6    | Atlético Santo Domingo | 22   | 18 | 6  | 4 | 8  | 17 | 20 | −3   |
| 7    | Gualaceo               | 21   | 18 | 5  | 6 | 7  | 16 | 17 | −1   |
| 8    | América de Quito       | 20   | 18 | 4  | 8 | 6  | 16 | 17 | −1   |
| 9    | Liga de Portoviejo     | 20   | 18 | 5  | 5 | 8  | 24 | 29 | −5   |
| 10   | Atlético Porteño       | 16   | 18 | 4  | 4 | 10 | 20 | 32 | −12  |

 Fuente: LigaPro

### Evolución de la clasificación
| Equipo                 | 01 | 02 | 03 | 04 | 05 | 06 | 07 | 08 | 09 | 10 | 11 | 12 | 13 | 14 | 15 | 16 | 17 | 18 |
| ---------------------- | -- | -- | -- | -- | -- | -- | -- | -- | -- | -- | -- | -- | -- | -- | -- | -- | -- | -- |
| Cumbayá                | 3  | 2  | 1  | 1  | 1  | 1  | 1  | 1  | 1  | 1  | 1  | 1  | 1  | 2  | 1  | 2  | 1  | 1  |
| El Nacional            | 5  | 3  | 4  | 3  | 5  | 3  | 4  | 5  | 5  | 2  | 3  | 4  | 3  | 1  | 2  | 1  | 2  | 2  |
| Independiente Juniors  | 1  | 1  | 2  | 2  | 2  | 4  | 5  | 4  | 4  | 4  | 2  | 2  | 2  | 3  | 3  | 3  | 3  | 3  |
| Guayaquil Sport        | 2  | 5  | 3  | 6  | 3  | 2  | 2  | 2  | 2  | 3  | 5  | 5  | 6  | 5  | 4  | 5  | 4  | 4  |
| Chacaritas             | 10 | 10 | 8  | 7  | 4  | 5  | 3  | 3  | 3  | 5  | 6  | 3  | 5  | 4  | 5  | 4  | 5  | 5  |
| Atlético Santo Domingo | 4  | 7  | 9  | 8  | 9  | 8  | 8  | 7  | 6  | 6  | 4  | 6  | 4  | 6  | 6  | 7  | 9  | 6  |
| Gualaceo               | 8  | 4  | 5  | 4  | 6  | 7  | 7  | 8  | 8  | 8  | 9  | 9  | 9  | 7  | 7  | 8  | 6  | 7  |
| América de Quito       | 6  | 6  | 6  | 5  | 7  | 6  | 6  | 6  | 7  | 7  | 7  | 8  | 7  | 8  | 8  | 6  | 7  | 8  |
| Liga de Portoviejo     | 9  | 9  | 7  | 9  | 10 | 10 | 10 | 9  | 9  | 10 | 8  | 7  | 8  | 9  | 9  | 9  | 8  | 9  |
| Atlético Porteño       | 7  | 8  | 10 | 10 | 8  | 9  | 9  | 10 | 10 | 9  | 10 | 10 | 10 | 10 | 10 | 10 | 10 | 10 |

### Resultados
- Los horarios corresponden al huso horario de Ecuador: (UTC-5).

| Atlético Porteño   | 1 - 1 | Atlético Santo Domingo | Christian Benítez  | 16 de marzo | 19:00 | GolTV |
| Cumbayá            | 2 - 1 | Gualaceo               | Olímpico Atahualpa | 17 de marzo | 16:45 | –     |
| Liga de Portoviejo | 1 - 3 | Guayaquil Sport        | Reales Tamarindos  | 17 de marzo | 19:00 | GolTV |
| Chacaritas         | 1 - 4 | Independiente Juniors  | Ciudad de Pelileo  | 18 de marzo | 15:30 | –     |
| América de Quito   | 1 - 1 | El Nacional            | Olímpico Atahualpa | 18 de marzo | 19:00 | GolTV |

| Independiente Juniors  | 3 - 0 | Liga de Portoviejo | Olímpico Atahualpa        | 23 de marzo | 19:00 | GolTV |
| Guayaquil Sport        | 0 - 1 | Cumbayá            | Modelo Alberto Spencer    | 24 de marzo | 15:30 | –     |
| Gualaceo               | 3 - 0 | Atlético Porteño   | Gerardo León Pozo         | 24 de marzo | 15:30 | –     |
| Atlético Santo Domingo | 1 - 1 | América de Quito   | Olímpico de Santo Domingo | 25 de marzo | 15:30 | –     |
| El Nacional            | 3 - 0 | Chacaritas         | Gonzalo Pozo Ripalda      | 25 de marzo | 19:00 | GolTV |

| Atlético Porteño      | 0 - 0 | América de Quito       | Christian Benítez  | 29 de marzo | 19:00 | GolTV |
| Independiente Juniors | 2 - 3 | Guayaquil Sport        | Banco Guayaquil    | 30 de marzo | 15:30 | –     |
| Liga de Portoviejo    | 3 - 0 | El Nacional            | Reales Tamarindos  | 30 de marzo | 19:00 | GolTV |
| Cumbayá               | 2 - 1 | Atlético Santo Domingo | Olímpico Atahualpa | 1 de abril  | 13:30 | –     |
| Chacaritas            | 2 - 0 | Gualaceo               | Ciudad de Pelileo  | 1 de abril  | 15:30 | –     |

| Atlético Porteño       | 1 - 3 | Chacaritas            | Christian Benítez         | 5 de abril | 17:00 | GolTV |
| Atlético Santo Domingo | 1 - 1 | Independiente Juniors | Olímpico de Santo Domingo | 6 de abril | 14:00 | –     |
| América de Quito       | 2 - 1 | Liga de Portoviejo    | Olímpico Atahualpa        | 6 de abril | 17:00 | GolTV |
| Gualaceo               | 2 - 0 | Guayaquil Sport       | Gerardo León Pozo         | 7 de abril | 14:00 | –     |
| El Nacional            | 2 - 0 | Cumbayá               | Olímpico Atahualpa        | 7 de abril | 17:00 | GolTV |

| Liga de Portoviejo    | 1 - 2 | Atlético Porteño       | Reales Tamarindos      | 14 de abril | 15:00 | –     |
| Independiente Juniors | 2 - 0 | Gualaceo               | Banco Guayaquil        | 14 de abril | 15:00 | –     |
| Chacaritas            | 1 - 0 | Atlético Santo Domingo | Ciudad de Pelileo      | 14 de abril | 15:00 | –     |
| Guayaquil Sport       | 2 - 1 | El Nacional            | Modelo Alberto Spencer | 15 de abril | 14:30 | GolTV |
| Cumbayá               | 1 - 0 | América de Quito       | Olímpico Atahualpa     | 15 de abril | 17:00 | GolTV |

| Atlético Porteño       | 3 - 4 | Guayaquil Sport       | Christian Benítez         | 20 de abril | 19:00 | GolTV |
| Liga de Portoviejo     | 1 - 3 | Cumbayá               | Reales Tamarindos         | 21 de abril | 15:00 | –     |
| Atlético Santo Domingo | 1 - 0 | Gualaceo              | Olímpico de Santo Domingo | 21 de abril | 15:00 | –     |
| América de Quito       | 0 - 0 | Chacaritas            | Olímpico Atahualpa        | 21 de abril | 19:00 | GolTV |
| El Nacional            | 4 - 0 | Independiente Juniors | Olímpico Atahualpa        | 22 de abril | 19:00 | GolTV |

| Guayaquil Sport       | 0 - 1 | Atlético Santo Domingo | Modelo Alberto Spencer | 5 de mayo | 15:00 | –     |
| Cumbayá               | 2 - 1 | Atlético Porteño       | Olímpico Atahualpa     | 5 de mayo | 17:00 | GolTV |
| Gualaceo              | 1 - 0 | El Nacional            | Gerardo León Pozo      | 6 de mayo | 15:00 | –     |
| Chacaritas            | 2 - 2 | Liga de Portoviejo     | Ciudad de Pelileo      | 6 de mayo | 15:00 | –     |
| Independiente Juniors | 0 - 1 | América de Quito       | Olímpico Atahualpa     | 6 de mayo | 19:00 | GolTV |

| Chacaritas         | 1 - 0 | Cumbayá                | Ciudad de Pelileo  | 12 de mayo | 15:30 | –     |
| Liga de Portoviejo | 3 - 1 | Gualaceo               | Reales Tamarindos  | 12 de mayo | 15:30 | –     |
| América de Quito   | 1 - 2 | Guayaquil Sport        | Olímpico Atahualpa | 12 de mayo | 15:30 | –     |
| El Nacional        | 1 - 0 | Atlético Santo Domingo | Olímpico Atahualpa | 12 de mayo | 19:00 | GolTV |
| Atlético Porteño   | 1 - 4 | Independiente Juniors  | Christian Benítez  | 13 de mayo | 19:00 | GolTV |

| Gualaceo               | 1 - 1 | América de Quito   | Gerardo León Pozo         | 19 de mayo | 15:00 | –     |
| Independiente Juniors  | 0 - 0 | Cumbayá            | Banco Guayaquil           | 19 de mayo | 15:00 | –     |
| Guayaquil Sport        | 0 - 0 | Chacaritas         | Modelo Alberto Spencer    | 19 de mayo | 17:00 | GolTV |
| Atlético Santo Domingo | 3 - 2 | Liga de Portoviejo | Olímpico de Santo Domingo | 20 de mayo | 15:30 | –     |
| El Nacional            | 0 - 0 | Atlético Porteño   | Gonzalo Pozo Ripalda      | 20 de mayo | 17:00 | GolTV |

| Atlético Porteño   | 3 - 1 | Gualaceo               | Christian Benítez  | 25 de mayo | 19:00 | GolTV |
| Chacaritas         | 0 - 1 | El Nacional            | Ciudad de Pelileo  | 26 de mayo | 15:00 | –     |
| Liga de Portoviejo | 2 - 2 | Independiente Juniors  | Reales Tamarindos  | 26 de mayo | 15:00 | –     |
| América de Quito   | 1 - 1 | Atlético Santo Domingo | Olímpico Atahualpa | 26 de mayo | 19:00 | GolTV |
| Cumbayá            | 2 - 1 | Guayaquil Sport        | Olímpico Atahualpa | 27 de mayo | 19:00 | GolTV |

| Guayaquil Sport        | 1 - 2 | Independiente Juniors | Modelo Alberto Spencer    | 1 de junio | 19:00 | GolTV |
| Atlético Santo Domingo | 2 - 0 | Cumbayá               | Olímpico de Santo Domingo | 2 de junio | 15:00 | –     |
| Gualaceo               | 0 - 0 | Chacaritas            | Gerardo León Pozo         | 2 de junio | 15:00 | –     |
| El Nacional            | 1 - 2 | Liga de Portoviejo    | Gonzalo Pozo Ripalda      | 2 de junio | 19:00 | GolTV |
| América de Quito       | 2 - 2 | Atlético Porteño      | Olímpico Atahualpa        | 3 de junio | 19:00 | GolTV |

| Independiente Juniors | 1 - 0 | Atlético Santo Domingo | Banco Guayaquil        | 5 de junio | 15:00 | –     |
| Guayaquil Sport       | 1 - 1 | Gualaceo               | Modelo Alberto Spencer | 5 de junio | 18:00 | GolTV |
| Chacaritas            | 3 - 0 | Atlético Porteño       | Ciudad de Pelileo      | 6 de junio | 15:00 | –     |
| Liga de Portoviejo    | 2 - 1 | América de Quito       | Reales Tamarindos      | 6 de junio | 15:30 | GolTV |
| Cumbayá               | 1 - 1 | El Nacional            | Olímpico Atahualpa     | 6 de junio | 18:00 | GolTV |

| América de Quito       | 2 - 1 | Cumbayá               | Gonzalo Pozo Ripalda      | 9 de junio  | 15:00 | –     |
| Gualaceo               | 0 - 0 | Independiente Juniors | Gerardo León Pozo         | 9 de junio  | 15:00 | –     |
| Atlético Santo Domingo | 3 - 0 | Chacaritas            | Olímpico de Santo Domingo | 9 de junio  | 15:00 | –     |
| Atlético Porteño       | 3 - 0 | Liga de Portoviejo    | Christian Benítez         | 9 de junio  | 19:00 | GolTV |
| El Nacional            | 2 - 0 | Guayaquil Sport       | Gonzalo Pozo Ripalda      | 10 de junio | 19:00 | GolTV |

| Chacaritas            | 1 - 0 | América de Quito       | Ciudad de Pelileo      | 12 de junio | 15:30 | GolTV |
| Cumbayá               | 1 - 1 | Liga de Portoviejo     | Olímpico Atahualpa     | 12 de junio | 18:00 | GolTV |
| Gualaceo              | 3 - 0 | Atlético Santo Domingo | Gerardo León Pozo      | 13 de junio | 15:00 | –     |
| Independiente Juniors | 1 - 3 | El Nacional            | Olímpico Atahualpa     | 13 de junio | 15:00 | –     |
| Guayaquil Sport       | 1 - 0 | Atlético Porteño       | Modelo Alberto Spencer | 13 de junio | 15:30 | GolTV |

| Liga de Portoviejo     | 0 - 0 | Chacaritas            | Reales Tamarindos         | 15 de junio | 19:00 | GolTV |
| América de Quito       | 1 - 1 | Independiente Juniors | Olímpico Atahualpa        | 16 de junio | 15:00 | –     |
| Atlético Santo Domingo | 0 - 1 | Guayaquil Sport       | Olímpico de Santo Domingo | 16 de junio | 15:00 | –     |
| El Nacional            | 1 - 1 | Gualaceo              | Olímpico Atahualpa        | 16 de junio | 19:00 | –     |
| Atlético Porteño       | 1 - 2 | Cumbayá               | Christian Benítez         | 16 de junio | 19:00 | GolTV |

| Guayaquil Sport        | 0 - 2 | América de Quito   | Modelo Alberto Spencer    | 19 de junio | 18:00 | GolTV |
| Atlético Santo Domingo | 0 - 2 | El Nacional        | Olímpico de Santo Domingo | 20 de junio | 15:00 | –     |
| Gualaceo               | 0 - 0 | Liga de Portoviejo | Gerardo León Pozo         | 20 de junio | 15:00 | –     |
| Cumbayá                | 0 - 0 | Chacaritas         | Olímpico Atahualpa        | 20 de junio | 15:00 | –     |
| Independiente Juniors  | 3 - 0 | Atlético Porteño   | Olímpico Atahualpa        | 20 de junio | 19:00 | GolTV |

| Atlético Porteño   | 1 - 0 | El Nacional            | Christian Benítez  | 23 de junio | 15:00 | –     |
| Liga de Portoviejo | 2 - 0 | Atlético Santo Domingo | Reales Tamarindos  | 23 de junio | 15:00 | –     |
| Chacaritas         | 2 - 3 | Guayaquil Sport        | Ciudad de Pelileo  | 23 de junio | 15:00 | –     |
| Cumbayá            | 2 - 0 | Independiente Juniors  | Olímpico Atahualpa | 24 de junio | 16:30 | GolTV |
| América de Quito   | 0 - 1 | Gualaceo               | Olímpico Atahualpa | 24 de junio | 19:00 | GolTV |

| Guayaquil Sport        | 2 - 1 | Liga de Portoviejo | Modelo Alberto Spencer    | 26 de junio | 18:00 | GolTV |
| Independiente Juniors  | 3 - 2 | Chacaritas         | Olímpico Atahualpa        | 27 de junio | 15:00 | –     |
| Atlético Santo Domingo | 2 - 1 | Atlético Porteño   | Olímpico de Santo Domingo | 27 de junio | 15:00 | –     |
| Gualaceo               | 0 - 1 | Cumbayá            | Gerardo León Pozo         | 28 de junio | 15:00 | –     |
| El Nacional            | 1 - 0 | América de Quito   | Olímpico Atahualpa        | 28 de junio | 19:00 | GolTV |

## Segunda etapa

### Clasificación
| Pos. | Equipo                 | Pts. | PJ | G  | E | P  | GF | GC | Dif. |
| ---- | ---------------------- | ---- | -- | -- | - | -- | -- | -- | ---- |
| 1    | Gualaceo               | 39   | 18 | 12 | 3 | 3  | 30 | 14 | +16  |
| 2    | Cumbayá                | 33   | 18 | 10 | 3 | 5  | 26 | 21 | +5   |
| 3    | El Nacional            | 28   | 18 | 7  | 7 | 4  | 25 | 23 | +2   |
| 4    | América de Quito       | 27   | 18 | 6  | 9 | 3  | 25 | 16 | +9   |
| 5    | Chacaritas             | 25   | 18 | 6  | 7 | 5  | 17 | 14 | +3   |
| 6    | Atlético Porteño       | 23   | 18 | 7  | 2 | 9  | 26 | 32 | −6   |
| 7    | Atlético Santo Domingo | 20   | 18 | 4  | 8 | 6  | 20 | 24 | −4   |
| 8    | Guayaquil Sport        | 18   | 18 | 5  | 3 | 10 | 17 | 29 | −12  |
| 9    | Liga de Portoviejo     | 17   | 18 | 4  | 5 | 9  | 18 | 23 | −5   |
| 10   | Independiente Juniors  | 14   | 18 | 3  | 5 | 10 | 16 | 24 | −8   |

 Fuente: LigaPro

### Evolución de la clasificación
| Equipo                 | 01 | 02 | 03 | 04 | 05 | 06 | 07 | 08 | 09 | 10 | 11 | 12 | 13 | 14 | 15 | 16 | 17 | 18 |
| ---------------------- | -- | -- | -- | -- | -- | -- | -- | -- | -- | -- | -- | -- | -- | -- | -- | -- | -- | -- |
| Gualaceo               | 1  | 1  | 1  | 2  | 1  | 1  | 1  | 2  | 2  | 1  | 1  | 1  | 1  | 1  | 1  | 1  | 1  | 1  |
| Cumbayá                | 3  | 4  | 6  | 3  | 3  | 3  | 2  | 1  | 1  | 2  | 2  | 2  | 2  | 2  | 2  | 2  | 2  | 2  |
| El Nacional            | 4  | 6  | 3  | 5  | 4  | 4  | 4  | 4  | 4  | 3  | 3  | 3  | 3  | 4  | 4  | 5  | 3  | 3  |
| América de Quito       | 5  | 7  | 4  | 7  | 5  | 5  | 5  | 5  | 5  | 4  | 4  | 4  | 4  | 3  | 3  | 3  | 4  | 4  |
| Chacaritas             | 6  | 3  | 5  | 6  | 7  | 6  | 6  | 7  | 6  | 7  | 6  | 5  | 5  | 5  | 5  | 4  | 5  | 5  |
| Atlético Porteño       | 2  | 2  | 2  | 1  | 2  | 2  | 3  | 3  | 3  | 5  | 5  | 6  | 6  | 7  | 7  | 6  | 6  | 6  |
| Atlético Santo Domingo | 10 | 10 | 7  | 9  | 10 | 10 | 9  | 9  | 8  | 8  | 8  | 8  | 7  | 6  | 6  | 7  | 7  | 7  |
| Guayaquil Sport        | 9  | 5  | 8  | 4  | 6  | 8  | 8  | 8  | 9  | 9  | 9  | 9  | 10 | 10 | 10 | 9  | 9  | 8  |
| Liga de Portoviejo     | 7  | 9  | 9  | 8  | 9  | 7  | 7  | 6  | 7  | 6  | 7  | 7  | 8  | 8  | 8  | 8  | 8  | 9  |
| Independiente Juniors  | 8  | 8  | 10 | 10 | 8  | 9  | 10 | 10 | 10 | 10 | 10 | 10 | 9  | 9  | 9  | 10 | 10 | 10 |

### Resultados
- Los horarios corresponden al huso horario de Ecuador: (UTC-5).

| Atlético Santo Domingo | 1 - 4 | Gualaceo              | Olímpico de Santo Domingo | 3 de julio | 15:00 | —     |
| El Nacional            | 1 - 0 | Independiente Juniors | Olímpico Atahualpa        | 4 de julio | 12:45 | GolTV |
| Atlético Porteño       | 4 - 1 | Guayaquil Sport       | Christian Benítez         | 4 de julio | 15:00 | GolTV |
| Liga de Portoviejo     | 1 - 2 | Cumbayá               | Reales Tamarindos         | 4 de julio | 15:00 | —     |
| América de Quito       | 1 - 1 | Chacaritas            | Gonzalo Pozo Ripalda      | 4 de julio | 15:00 | —     |

| Cumbayá               | 0 - 0 | América de Quito       | Olímpico Atahualpa     | 7 de julio | 15:00 | —     |
| Guayaquil Sport       | 3 - 1 | El Nacional            | Modelo Alberto Spencer | 7 de julio | 19:00 | GolTV |
| Chacaritas            | 2 - 1 | Atlético Santo Domingo | Ciudad de Pelileo      | 8 de julio | 15:00 | —     |
| Liga de Portoviejo    | 0 - 2 | Atlético Porteño       | Reales Tamarindos      | 8 de julio | 15:00 | —     |
| Independiente Juniors | 1 - 3 | Gualaceo               | Olímpico Atahualpa     | 8 de julio | 19:00 | GolTV |

| Atlético Santo Domingo | 2 - 0 | Independiente Juniors | Olímpico de Santo Domingo | 11 de julio | 15:00 | —     |
| Atlético Porteño       | 2 - 1 | Chacaritas            | Christian Benítez         | 11 de julio | 15:00 | —     |
| Gualaceo               | 2 - 0 | Guayaquil Sport       | Gerardo León Pozo         | 11 de julio | 15:00 | —     |
| América de Quito       | 1 - 0 | Liga de Portoviejo    | Gonzalo Pozo Ripalda      | 11 de julio | 15:30 | GolTV |
| El Nacional            | 2 - 1 | Cumbayá               | Olímpico Atahualpa        | 11 de julio | 18:00 | GolTV |

| Liga de Portoviejo    | 2 - 0 | El Nacional            | Reales Tamarindos  | 14 de julio | 15:00 | —     |
| Chacaritas            | 0 - 0 | Gualaceo               | Ciudad de Pelileo  | 14 de julio | 15:00 | —     |
| Cumbayá               | 3 - 1 | Atlético Santo Domingo | Olímpico Atahualpa | 14 de julio | 15:00 | —     |
| Atlético Porteño      | 2 - 1 | América de Quito       | Christian Benítez  | 14 de julio | 19:00 | GolTV |
| Independiente Juniors | 1 - 2 | Guayaquil Sport        | Banco Guayaquil    | 15 de julio | 19:00 | GolTV |

| Atlético Santo Domingo | 0 - 2 | América de Quito   | Olímpico de Santo Domingo | 17 de julio | 15:00 | —     |
| Guayaquil Sport        | 1 - 2 | Cumbayá            | Modelo Alberto Spencer    | 18 de julio | 10:45 | GolTV |
| El Nacional            | 1 - 0 | Chacaritas         | Olímpico Atahualpa        | 18 de julio | 13:00 | GolTV |
| Gualaceo               | 4 - 2 | Atlético Porteño   | Gerardo León Pozo         | 18 de julio | 15:00 | —     |
| Independiente Juniors  | 3 - 1 | Liga de Portoviejo | Banco Guayaquil           | 18 de julio | 15:30 | —     |

| Atlético Porteño   | 0 - 0 | Atlético Santo Domingo | Christian Benítez    | 21 de julio | 19:00 | GolTV |
| Chacaritas         | 0 - 0 | Independiente Juniors  | Ciudad de Pelileo    | 22 de julio | 15:00 | —     |
| Cumbayá            | 2 - 1 | Gualaceo               | Olímpico Atahualpa   | 22 de julio | 15:00 | —     |
| Liga de Portoviejo | 2 - 0 | Guayaquil Sport        | Reales Tamarindos    | 22 de julio | 15:00 | —     |
| América de Quito   | 1 - 1 | El Nacional            | Gonzalo Pozo Ripalda | 22 de julio | 19:00 | GolTV |

| Independiente Juniors  | 0 - 1 | Cumbayá            | Banco Guayaquil           | 27 de julio | 19:00 | GolTV |
| Gualaceo               | 1 - 0 | América de Quito   | Gerardo León Pozo         | 28 de julio | 15:00 | —     |
| Atlético Santo Domingo | 1 - 1 | Liga de Portoviejo | Olímpico de Santo Domingo | 28 de julio | 15:00 | —     |
| Guayaquil Sport        | 0 - 0 | Chacaritas         | Modelo Alberto Spencer    | 28 de julio | 19:00 | GolTV |
| El Nacional            | 3 - 1 | Atlético Porteño   | Olímpico Atahualpa        | 29 de julio | 19:00 | GolTV |

| Chacaritas         | 0 - 1 | Cumbayá                | Ciudad de Pelileo    | 3 de agosto | 15:00 | —     |
| América de Quito   | 2 - 0 | Guayaquil Sport        | Gonzalo Pozo Ripalda | 3 de agosto | 19:00 | GolTV |
| Atlético Porteño   | 2 - 1 | Independiente Juniors  | Christian Benítez    | 4 de agosto | 15:00 | —     |
| Liga de Portoviejo | 1 - 1 | Gualaceo               | Reales Tamarindos    | 4 de agosto | 15:00 | —     |
| El Nacional        | 3 - 2 | Atlético Santo Domingo | Gonzalo Pozo Ripalda | 4 de agosto | 19:00 | GolTV |

| Independiente Juniors | 1 - 2 | América de Quito       | Olímpico Atahualpa     | 10 de agosto | 15:00 | —     |
| Cumbayá               | 2 - 0 | Atlético Porteño       | Olímpico Atahualpa     | 10 de agosto | 19:00 | GolTV |
| Gualaceo              | 1 - 0 | El Nacional            | Gerardo León Pozo      | 11 de agosto | 15:00 | —     |
| Chacaritas            | 1 - 0 | Liga de Portoviejo     | Ciudad de Pelileo      | 11 de agosto | 15:00 | —     |
| Guayaquil Sport       | 0 - 1 | Atlético Santo Domingo | Modelo Alberto Spencer | 11 de agosto | 19:00 | GolTV |

| El Nacional            | 3 - 1 | Guayaquil Sport       | Olímpico Atahualpa        | 17 de agosto | 19:00 | GolTV |
| Gualaceo               | 2 - 0 | Independiente Juniors | Gerardo León Pozo         | 18 de agosto | 15:00 | —     |
| Atlético Santo Domingo | 0 - 0 | Chacaritas            | Olímpico de Santo Domingo | 18 de agosto | 15:00 | —     |
| Atlético Porteño       | 0 - 2 | Liga de Portoviejo    | Christian Benítez         | 18 de agosto | 15:00 | —     |
| América de Quito       | 2 - 2 | Cumbayá               | Olímpico Atahualpa        | 18 de agosto | 19:00 | GolTV |

| Independiente Juniors | 1 - 1 | Atlético Santo Domingo | Banco Guayaquil        | 24 de agosto | 15:00 | —     |
| Cumbayá               | 0 - 0 | El Nacional            | Olímpico Atahualpa     | 24 de agosto | 19:00 | GolTV |
| Liga de Portoviejo    | 0 - 0 | América de Quito       | Reales Tamarindos      | 25 de agosto | 15:00 | —     |
| Chacaritas            | 2 - 1 | Atlético Porteño       | Ciudad de Pelileo      | 25 de agosto | 15:00 | —     |
| Guayaquil Sport       | 0 - 2 | Gualaceo               | Modelo Alberto Spencer | 25 de agosto | 19:00 | GolTV |

| El Nacional            | 1 - 1 | Liga de Portoviejo    | Olímpico Atahualpa        | 31 de agosto    | 19:00 | GolTV |
| Atlético Santo Domingo | 2 - 1 | Cumbayá               | Olímpico de Santo Domingo | 1 de septiembre | 15:00 | —     |
| Gualaceo               | 0 - 1 | Chacaritas            | Gerardo León Pozo         | 1 de septiembre | 15:00 | —     |
| América de Quito       | 4 - 1 | Atlético Porteño      | Olímpico Atahualpa        | 1 de septiembre | 15:00 | —     |
| Guayaquil Sport        | 0 - 0 | Independiente Juniors | Modelo Alberto Spencer    | 1 de septiembre | 19:00 | GolTV |

| Atlético Porteño   | 0 - 1 | Gualaceo               | Christian Benítez  | 7 de septiembre | 19:00 | GolTV |
| Chacaritas         | 1 - 1 | El Nacional            | Ciudad de Pelileo  | 8 de septiembre | 15:00 | —     |
| Liga de Portoviejo | 0 - 1 | Independiente Juniors  | Reales Tamarindos  | 8 de septiembre | 15:00 | —     |
| América de Quito   | 1 - 1 | Atlético Santo Domingo | Olímpico Atahualpa | 8 de septiembre | 15:00 | —     |
| Cumbayá            | 1 - 0 | Guayaquil Sport        | Olímpico Atahualpa | 8 de septiembre | 19:00 | GolTV |

| Guayaquil Sport        | 2 - 0 | Liga de Portoviejo | Modelo Alberto Spencer    | 14 de septiembre | 19:00 | GolTV |
| Gualaceo               | 3 - 1 | Cumbayá            | Gerardo León Pozo         | 15 de septiembre | 15:00 | —     |
| Independiente Juniors  | 2 - 0 | Chacaritas         | Banco Guayaquil           | 15 de septiembre | 15:00 | —     |
| Atlético Santo Domingo | 2 - 0 | Atlético Porteño   | Olímpico de Santo Domingo | 15 de septiembre | 15:00 | —     |
| El Nacional            | 1 - 4 | América de Quito   | Olímpico Atahualpa        | 15 de septiembre | 19:00 | GolTV |

| Atlético Porteño   | 1 - 1 | El Nacional            | Christian Benítez  | 21 de septiembre | 19:00 | GolTV |
| Liga de Portoviejo | 3 - 3 | Atlético Santo Domingo | Reales Tamarindos  | 22 de septiembre | 13:30 | —     |
| América de Quito   | 1 - 1 | Gualaceo               | Olímpico Atahualpa | 22 de septiembre | 15:00 | —     |
| Chacaritas         | 4 - 1 | Guayaquil Sport        | Ciudad de Pelileo  | 22 de septiembre | 15:00 | —     |
| Cumbayá (C)        | 2 - 1 | Independiente Juniors  | Olímpico Atahualpa | 23 de septiembre | 19:00 | GolTV |

| Cumbayá                | 0 - 2 | Chacaritas         | Olímpico Atahualpa        | 28 de septiembre | 19:00 | GolTV |
| Atlético Santo Domingo | 1 - 1 | El Nacional        | Olímpico de Santo Domingo | 29 de septiembre | 15:00 | —     |
| Gualaceo               | 1 - 0 | Liga de Portoviejo | Gerardo León Pozo         | 29 de septiembre | 15:00 | —     |
| Independiente Juniors  | 2 - 3 | Atlético Porteño   | Banco Guayaquil           | 30 de septiembre | 15:00 | —     |
| Guayaquil Sport        | 1 - 0 | América de Quito   | Modelo Alberto Spencer    | 30 de septiembre | 19:00 | GolTV |

| Liga de Portoviejo     | 1 - 0 | Chacaritas            | Reales Tamarindos         | 6 de octubre | 15:00 | —     |
| América de Quito       | 1 - 1 | Independiente Juniors | Olímpico Atahualpa        | 6 de octubre | 15:30 | —     |
| Atlético Santo Domingo | 1 - 1 | Guayaquil Sport       | Olímpico de Santo Domingo | 6 de octubre | 15:30 | —     |
| Atlético Porteño       | 2 - 1 | Cumbayá               | Christian Benítez         | 6 de octubre | 15:30 | GolTV |
| El Nacional            | 4 - 2 | Gualaceo              | Olímpico Atahualpa        | 6 de octubre | 19:00 | GolTV |

| Chacaritas            | 2 - 2 | América de Quito       | Ciudad de Pelileo      | 13 de octubre | 15:00 | —     |
| Cumbayá               | 4 - 3 | Liga de Portoviejo     | Olímpico Atahualpa     | 13 de octubre | 15:00 | —     |
| Guayaquil Sport       | 4 - 3 | Atlético Porteño       | Modelo Alberto Spencer | 13 de octubre | 15:30 | —     |
| Gualaceo              | 1 - 0 | Atlético Santo Domingo | Gerardo León Pozo      | 13 de octubre | 15:30 | GolTV |
| Independiente Juniors | 1 - 1 | El Nacional            | Banco Guayaquil        | 13 de octubre | 15:30 | GolTV |

## Tabla acumulada

### Clasificación
| Pos. | Equipo                 | Pts. | PJ | G  | E  | P  | GF | GC | Dif. |  |
| ---- | ---------------------- | ---- | -- | -- | -- | -- | -- | -- | ---- |  |
| 1    | Cumbayá (C, A)         | 67   | 36 | 20 | 7  | 9  | 47 | 36 | +11  |  |
| 2    | Gualaceo (A)           | 60   | 36 | 17 | 9  | 10 | 46 | 31 | +15  |  |
| 3    | El Nacional            | 59   | 36 | 16 | 11 | 9  | 49 | 36 | +13  |  |
| 4    | Chacaritas             | 49   | 36 | 12 | 13 | 11 | 35 | 34 | +1   |  |
| 5    | América de Quito       | 47   | 36 | 10 | 17 | 9  | 41 | 33 | +8   |  |
| 6    | Guayaquil Sport        | 47   | 36 | 14 | 5  | 17 | 41 | 53 | −12  |  |
| 7    | Independiente Juniors  | 43   | 36 | 11 | 10 | 15 | 45 | 46 | −1   |  |
| 8    | Atlético Santo Domingo | 42   | 36 | 10 | 12 | 14 | 37 | 44 | −7   |  |
| 9    | Atlético Porteño (D)   | 39   | 36 | 11 | 6  | 19 | 46 | 64 | −18  |  |
| 10   | Liga de Portoviejo (D) | 37   | 36 | 9  | 10 | 17 | 42 | 52 | −10  |  |

 Fuente: LigaPro
Notas:
1. ↑  Los equipos filiales no eran elegibles para el ascenso.

|  | Ascendidos a la Serie A 2022.            |
|  | Descendidos a la Segunda Categoría 2022. |

### Evolución de la clasificación general
| Equipo                 | 19 | 20 | 21 | 22 | 23 | 24 | 25 | 26 | 27 | 28 | 29 | 30 | 31 | 32 | 33 | 34 | 35 | 36 |
| ---------------------- | -- | -- | -- | -- | -- | -- | -- | -- | -- | -- | -- | -- | -- | -- | -- | -- | -- | -- |
| Cumbayá                | 1  | 1  | 1  | 1  | 1  | 1  | 1  | 1  | 1  | 1  | 1  | 1  | 1  | 1  | 1  | 1  | 1  | 1  |
| Gualaceo               | 6  | 6  | 4  | 4  | 4  | 4  | 3  | 3  | 3  | 3  | 3  | 3  | 3  | 2  | 2  | 2  | 3  | 2  |
| El Nacional            | 2  | 2  | 2  | 2  | 2  | 2  | 2  | 2  | 2  | 2  | 2  | 2  | 2  | 3  | 3  | 3  | 2  | 3  |
| Chacaritas             | 5  | 5  | 6  | 6  | 6  | 6  | 6  | 8  | 6  | 6  | 4  | 4  | 4  | 5  | 5  | 4  | 4  | 4  |
| América de Quito       | 8  | 7  | 7  | 8  | 7  | 7  | 7  | 6  | 5  | 4  | 5  | 5  | 5  | 4  | 4  | 5  | 5  | 5  |
| Guayaquil Sport        | 4  | 3  | 3  | 3  | 3  | 3  | 4  | 4  | 4  | 5  | 6  | 6  | 7  | 7  | 8  | 6  | 6  | 6  |
| Independiente Juniors  | 3  | 4  | 5  | 5  | 5  | 5  | 5  | 5  | 7  | 7  | 7  | 7  | 6  | 6  | 6  | 7  | 7  | 7  |
| Atlético Santo Domingo | 7  | 9  | 8  | 9  | 9  | 10 | 10 | 10 | 9  | 10 | 9  | 8  | 8  | 8  | 7  | 8  | 8  | 8  |
| Atlético Porteño       | 10 | 8  | 9  | 7  | 8  | 8  | 8  | 7  | 8  | 8  | 10 | 10 | 10 | 10 | 10 | 9  | 9  | 9  |
| Liga de Portoviejo     | 9  | 10 | 10 | 10 | 10 | 9  | 9  | 9  | 10 | 9  | 8  | 9  | 9  | 9  | 9  | 10 | 10 | 10 |

### Tabla de resultados cruzados
| Local \ Visitante      | AME | APO | ASD | CHA | CUM | NAC | GUA | GSC | IJR | LDP |
| ---------------------- | --- | --- | --- | --- | --- | --- | --- | --- | --- | --- |
| América de Quito       | —   | 2–2 | 1–1 | 0–0 | 2–1 | 1–1 | 0–1 | 1–2 | 1–1 | 2–1 |
| Atlético Porteño       | 0–0 | —   | 1–1 | 1–3 | 1–2 | 1–0 | 3–1 | 3–4 | 1–4 | 3–0 |
| Atlético Santo Domingo | 1–1 | 2–1 | —   | 3–0 | 2–0 | 0–2 | 1–0 | 0–1 | 1–1 | 3–2 |
| Chacaritas             | 1–0 | 3–0 | 1–0 | —   | 1–0 | 0–1 | 2–0 | 2–3 | 1–4 | 2–2 |
| Cumbayá                | 1–0 | 2–1 | 2–1 | 0–0 | —   | 1–1 | 2–1 | 2–1 | 2–0 | 1–1 |
| El Nacional            | 1–0 | 0–0 | 1–0 | 3–0 | 2–0 | —   | 1–1 | 2–0 | 4–0 | 1–2 |
| Gualaceo               | 1–1 | 3–0 | 3–0 | 0–0 | 0–1 | 1–0 | —   | 2–0 | 0–0 | 0–0 |
| Guayaquil Sport        | 0–2 | 1–0 | 0–1 | 0–0 | 0–1 | 2–1 | 1–1 | —   | 1–2 | 2–1 |
| Independiente Juniors  | 0–1 | 3–0 | 1–0 | 3–2 | 0–0 | 1–3 | 2–0 | 2–3 | —   | 3–0 |
| Liga de Portoviejo     | 2–1 | 1–2 | 2–0 | 0–0 | 1–3 | 3–0 | 3–1 | 1–3 | 2–2 | —   |

| Local \ Visitante      | AME | APO | ASD | CHA | CUM | NAC | GUA | GSC | IJR | LDP |
| ---------------------- | --- | --- | --- | --- | --- | --- | --- | --- | --- | --- |
| América de Quito       | —   | 4–1 | 1–1 | 1–1 | 2–2 | 1–1 | 1–1 | 2–0 | 1–1 | 1–0 |
| Atlético Porteño       | 2–1 | —   | 0–0 | 2–1 | 2–1 | 1–1 | 0–1 | 4–1 | 2–1 | 0–2 |
| Atlético Santo Domingo | 0–2 | 2–0 | —   | 0–0 | 2–1 | 1–1 | 1–4 | 1–1 | 2–0 | 1–1 |
| Chacaritas             | 2–2 | 2–1 | 2–1 | —   | 0–1 | 1–1 | 0–0 | 4–1 | 0–0 | 1–0 |
| Cumbayá                | 0–0 | 2–0 | 3–1 | 0–2 | —   | 0–0 | 2–1 | 1–0 | 2–1 | 4–3 |
| El Nacional            | 1–4 | 3–1 | 3–2 | 1–0 | 2–1 | —   | 4–2 | 3–1 | 1–0 | 1–1 |
| Gualaceo               | 1–0 | 4–2 | 1–0 | 0–1 | 3–1 | 1–0 | —   | 2–0 | 2–0 | 1–0 |
| Guayaquil Sport        | 1–0 | 4–3 | 0–1 | 0–0 | 1–2 | 3–1 | 0–2 | —   | 0–0 | 2–0 |
| Independiente Juniors  | 1–2 | 2–3 | 1–1 | 2–0 | 0–1 | 1–1 | 1–3 | 1–2 | —   | 3–1 |
| Liga de Portoviejo     | 0–0 | 0–2 | 3–3 | 1–0 | 1–2 | 2–0 | 1–1 | 2–0 | 0–1 | —   |

### Campeón
|                                                          |
| Cumbayá Fútbol Club 1.er título Ascendió a la Serie A    |
| También ascendió Gualaceo Sporting Club como subcampeón. |

## Goleadores
| Jugador               | Equipo                 |    | PJ | Promedio | Penalti |
| --------------------- | ---------------------- | -- | -- | -------- | ------- |
| 1. César Espínola     | Cumbayá F. C.          | 18 | -  | 0.0      | 6       |
| 2. Edinson Mero       | Atlético Porteño       | 17 | -  | 0.0      | 6       |
| 3. Franco Olego       | Liga de Portoviejo     | 13 | -  | 0.0      | 6       |
| 4. Byron Palacios     | El Nacional            | 12 | -  | 0.0      | 1       |
| 5. Hernán Lino        | Guayaquil Sport        | 12 | -  | 0.0      | 4       |
| 6. Renny Simisterra   | Independiente Juniors  | 11 | -  | 0.0      | 4       |
| 7. Federico Haberkorn | Atlético Santo Domingo | 9  | -  | 0.0      | 2       |
| 8. José Cortez        | Guayaquil Sport        | 8  | -  | 0.0      | 0       |
| 9. David Ruano        | Atlético Santo Domingo | 8  | -  | 0.0      | 2       |
| 10. Gustavo Asprilla  | Liga de Portoviejo     | 8  | -  | 0.0      | 1       |

### Tripletes, Pokers o más
| Fecha    | Jugador     | Goles           | Local              | Resultado | Visitante  |
| -------- | ----------- | --------------- | ------------------ | --------- | ---------- |
| 9/6/2021 | David Ruano | 20' · 24' · 67' | Atl. Santo Domingo | 3 - 0     | Chacaritas |

### Autogoles
| Fecha     | Jugador        | Autogoles | Local                  | Resultado | Visitante          |
| --------- | -------------- | --------- | ---------------------- | --------- | ------------------ |
| 24/3/2021 | Erick Ayoví    | 44'       | Gualaceo S. C.         | 3 - 0     | Atlético Porteño   |
| 7/4/2021  | Janpol Morales | 90+6'     | El Nacional            | 2 - 0     | Cumbayá F. C.      |
| 9/6/2021  | Jimmy Gómez    | 8'        | Atlético Porteño       | 3 - 0     | Liga de Portoviejo |
| 3/7/2021  | Byron Torres   | 4'        | Atlético Santo Domingo | 1 - 4     | Gualaceo S. C.     |
| 22/7/2021 | Byron Palacios | 34'       | América de Quito       | 1 - 1     | El Nacional        |
| 1/9/2021  | Richard Farías | 81'       | América de Quito       | 4 - 1     | Atlético Porteño   |

## Estadísticas

### Récords
- Primer gol de la temporada: Jornada 1, Federico Haberkorn en el Atlético Porteño vs. Atlético Santo Domingo (16 de marzo).
- Último gol de la temporada: Jornada 36, Samuel Aguirre en el Guayaquil Sport vs. Atlético Porteño (13 de octubre).
- Gol más tempranero: Jornada 36, Damián Villalba al minuto 1 en el Gualaceo vs. Atlético Santo Domingo (13 de octubre).
- Gol más tardío: Jornada 4, Janpol Leroy Morales a los 90+6' en El Nacional vs. Cumbayá (7 de abril).
- Mayor número de goles marcados en un partido: Jornadas 6 y 36, 7 goles en el Atlético Porteño vs. Guayaquil Sport (20 de abril), Guayaquil Sport vs. Atlético Porteño (13 de octubre) y en el Cumbayá vs. Liga de Portoviejo (13 de octubre).
- Partido con más penaltis sancionados: Jornada 28, 3 penales en El Nacional vs. Guayaquil Sport (17 de agosto).
- Partido con más espectadores: 0 espectadores por la pandemia de COVID-19.
- Partido con menos espectadores: 0 espectadores por la pandemia de COVID-19.
- Mayor victoria local: Jornada 6, en El Nacional 4 - 0 Independiente Juniors (22 de abril).
- Mayor victoria visitante: Jornadas 1, 8, 19 y 32. Marcador 1 - 4 de Independiente Juniors sobre Chacaritas (18 de marzo), Independiente Juniors sobre Atlético Porteño (13 de mayo), Gualaceo sobre Atlético Santo Domingo (3 de julio) y América de Quito sobre El Nacional (15 de septiembre).